# Костас Ризос
Костас Ризос или капитан Цекурас (на гръцки: Κώστας Ρίζος, Καπετάν Τσεκούρας) е гръцки андартски капитан, деец на гръцката въоръжена пропаганда в Македония.

## Биография
Костас Ризос е роден в 1880 година в Самарина, Османската империя, днес Гърция. Влиза в редиците на гръцката пропаганда в Македония и става капитан на чета.
Умира в 1927 година.
На негово име е кръстен връх Капетан Цекурас (Го̀ргулос), висок 2253 метра в планината Смолика (Смоликас), Северен Пинд.